# Parted

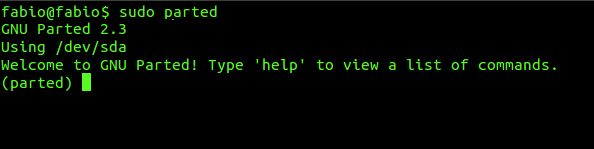
Program GNU parted uruchomiony w konsoli systemu Linux.

GNU parted (od ang. Partition Editor) – program komputerowy służący do dzielenia dysku twardego na partycje i zmieniania rozmiarów istniejących partycji. Program działa w środowisku Linux oraz GNU/Hurd. Najnowsze wersje programu są w stanie obsłużyć wiele formatów partycji, w tym: 
- apple'owe HFS, HFS+/HFSX (używane m.in. w Mac OS i OS X),
- linuksowe ext2, linux-swap, Btrfs oraz ReiserFS,
- uniksowe UFS,
- windowsowe FAT16, FAT32 oraz NTFS.

Program jest udostępniany na licencji GNU GPL. Ostatnia wersja stabilna oznaczona jest numerem 3.3 i została wydana 11 października 2019.